# The Frank Zappa Guitar Book
The Frank Zappa Guitar Book é um livro de transcrições musicais de alguns dos solos de guitarra - e também partes de bateria - das músicas do Frank Zappa. The Frank Zappa Guitar Book foi distribuído pela Hal Leonard Publishing Corporation, em 1982, e atualmente está fora de catálogo. As transcrições foram feitas pelo renomado guitarrista estadunidense Steve Vai, que comentou sobre sua experiência em transcrever as músicas para este livro:
| “ | "Frank me deu duas fitas cassetes cheias de guitarras selvagens, algumas das quais seriam lançadas no álbum Shut Up 'n Play Yer Guitar, e algumas também que nunca foram lançadas. Quanto mais eu transcrevia, mais ele empilhava folhas. Na época, eu recebia US$10,00 por página, e demorava, em média, três dias para fazer uma página!" | ” |

## Faixas
| Álbum                                           | Canções |
| ----------------------------------------------- | --- |
| Shut Up 'n Play Yer Guitar                      | - Five-Five-FIVE - Hog Heaven - While You Were Out - Treacherous Cretins - Heavy Duty Judy - Soup 'n Old Clothes                                                  |
| Shut Up 'n Play Yer Guitar Some More            | - Variations On The Carlos Santana Secret Chord Progression - Gee, I Like Your Pants - The Deathless Horsie - Shut Up 'n Play Yer Guitar Some More - Pink Napkins |
| Return Of The Son of Shut Up 'n Play Yer Guitar | - Stucco Homes |
| Joe's Garage Acts II & III                      | - Watermelon In Easter Hay - Packard Goose - Outside Now - He Used To Cut The Grass                                                                               |
| Sheik Yerbouti                                  | - Sheik Yerbouti Tango - Rat Tomago - Mo' Mama (unreleased song)                                                                                                  |
| Zoot Allures                                    | - Black Napkins |